# Cani
Rubén Gracia Calmache znany jako Cani (ur. 3 sierpnia 1981 w Saragossie) – hiszpański piłkarz, który występował na pozycji prawego skrzydłowego, czasami także jako lewy bądź wysunięty środkowy pomocnik.

## Kariera klubowa
Cani jest wychowankiem Realu Saragossa, lecz pierwsze piłkarskie kroki stawiał na wypożyczeniu w IV ligowym Uteba FC w sezonie 2000/01. Po powrocie do Blanquillos został dołączony do składu B występującego w sezonie 2001-02 w Segunda División B. Wystąpił tam w 31 meczach strzelając 6 bramek. Po niezbyt udanym sezonie w wykonaniu Realu Saragossa B, wyróżniający się Ruben Gracia został przeniesiony do pierwszej drużyny. Swój debiut zaliczył w zremisowanym 1:1 meczu na La Romareda z FC Barceloną.
Cani wydatnie przyczynił się do dobrych wyników swojej drużyny występując w 122 spotkaniach i strzelając 13 bramek. Zakończył występy w Realu Saragossa na sezonie 2005/06.
W sezonie 2002/03 Cani wystąpił w finale Pucharu Króla, wygranym przez jego drużynę w stosunku 3:2 z Realem Madryt. Został zmieniony w trakcie spotkania.
Podczas ostatniego sezonu na La Romareda Cani był jednym z najlepszych asystujących w lidze. W letnim okienku transferowym został zakupiony przez Villarreal CF za sumę 8,4 mln €. W pierwszym sezonie wystąpił w 32 spotkaniach, jednak nie strzelił ani jednej bramki. Występował z numerem 10.

### Statystyki klubowe
| Sezon   | Klub                | Kraj      | Liga               | Mecze | Bramki | Puchar Kraju | Mecze | Bramki | Rozgrywki Europy   | Mecze | Bramki |
| ------- | ------------------- | --------- | ------------------ | ----- | ------ | ------------ | ----- | ------ | ------------------ | ----- | ------ |
| 2003/04 | Real Saragossa      | Hiszpania | Primera División   | 32    | 4      | -            | -     | -      | -                  | -     | -      |
| 2004/05 | Real Saragossa      | Hiszpania | Primera División   | 34    | 2      | -            | -     | -      | Liga Mistrzów UEFA | 9     | 0      |
| 2005/06 | Real Saragossa      | Hiszpania | Primera División   | 31    | 3      | -            | -     | -      | -                  | -     | -      |
| 2006/07 | Villarreal CF       | Hiszpania | Primera División   | 35    | 4      | Puchar Króla | 1     | 0      | Puchar Intertoto   | 2     | 0      |
| 2007/08 | Villarreal CF       | Hiszpania | Primera División   | 38    | 21     | -            | -     | -      | Puchar UEFA        | 3     | 0      |
| 2008/09 | Villarreal CF       | Hiszpania | Primera División   | 22    | 6      | -            | -     | -      | Liga Mistrzów UEFA | 7     | 0      |
| 2009/10 | Villarreal CF       | Hiszpania | Primera División   | 35    | 2      | Puchar Króla | 2     | 0      | Liga Europy        | 7     | 1      |
| 2010/11 | Villarreal CF       | Hiszpania | Primera División   | 34    | 5      | Puchar Króla | 2     | 0      | Liga Europy        | 12    | 3      |
| 2011/12 | Villarreal CF       | Hiszpania | Primera División   | 29    | 0      | Puchar Króla | 1     | 0      | Liga Mistrzów UEFA | 3     | 1      |
| 2012/13 | Villarreal CF       | Hiszpania | Segunda División B | 28    | 3      | -            | -     | -      | -                  | -     | -      |
| 2013/14 | Villarreal CF       | Hiszpania | Primera División   | 26    | 3      | Puchar Króla | 1     | 0      | -                  | -     | -      |
| 2014/15 | Villarreal CF       | Hiszpania | Primera División   | 10    | 0      | -            | -     | -      | Liga Europy UEFA   | 4     | 1      |
| 2014/15 | Atlético Madryt     | Hiszpania | Primera División   | 4     | 0      | -            | -     | -      | -                  | -     | -      |
| 2015/16 | Deportivo La Coruña | Hiszpania | Primera División   | 18    | 0      | Puchar Króla | 1     | 0      | -                  | -     | -      |

Stan na: 11 maja 2016 r.

## Trofea
- Puchar Króla – 2003/04 z Realem Saragossą
- Superpuchar Hiszpanii – 2004 z Realem Saragossą